# Edward Mansel, 4. Baronet (of Muddlescombe)
Sir Edward Mansel, 4. Baronet († 1670) war ein englischer Adliger.
Edward Mansel entstammte einer Nebenlinie der alten walisischen Familie Mansel. Er war der einzige Sohn von Sir Anthony Mansel und Jane Price. Sein Vater fiel 1643 während des englischen Bürgerkriegs. Beim Tod seines Cousins Sir Franics Mansel, 3. Baronet am 27. Oktober 1654 erbte er das Gut von Muddlescombe in Carmarthenshire und den Titel Baronet, of Muddlescombe in the County of Carmarthen. Nach der Stuart-Restauration diente er 1661 als Sheriff von Carmarthenshire.
Mansel heiratete Jane Wyndham, eine Tochter von Humphrey Wyndham aus Dunraven in Glamorgan. Nach seinem Tod ohne überlebende Nachkommen wurde sein Besitz zwischen seinen beiden Schwestern Barbara und Anne aufgeteilt, wobei Muddlescombe an die Familie Owen aus Orielton fiel. Seinen Titel erbte Richard Mansel aus Iscoed, ein Sohn seines Cousins Anthony Mansel.